# Segunda División de Chile 1953
Segunda División de Chile 1953 var den 1953 års säsong av den nationella näst högsta divisionen för fotboll i Chile, som vanns av Thomas Bata. Inget lag flyttades dock upp den här säsongen.

## Tabell
|  |    | Lag                 | Poäng | M  | V  | O | F  | GM | IM | MSK |
|  | -- | ------------------- | ----- | -- | -- | - | -- | -- | -- | --- |
|  | 1. | Thomas Bata         | 29    | 18 | 14 | 1 | 3  | 58 | 18 | +40 |
|  | 2. | América             | 22    | 18 | 9  | 4 | 5  | 28 | 18 | +10 |
|  | 3. | Instituto O'Higgins | 22    | 18 | 9  | 4 | 5  | 27 | 24 | +3  |
|  | 4. | Trasandino          | 17    | 18 | 7  | 3 | 8  | 24 | 35 | -11 |
|  | 5. | Mestranza Central   | 16    | 18 | 6  | 4 | 8  | 28 | 24 | +4  |
|  | 6. | San Luis            | 14    | 18 | 5  | 4 | 9  | 19 | 26 | -7  |
|  | 7. | Santiago National   | 6     | 18 | 2  | 2 | 14 | 18 | 57 | -39 |

|  | Mästare. Flyttades dock inte upp. |